# William Goh Seng Chye
William Goh Seng Chye (in cinese: 吳成才; Singapore, 25 giugno 1957) è un cardinale e arcivescovo cattolico singaporiano, dal 20 maggio 2013 arcivescovo di Singapore.

## Biografia
William Goh Seng Chye è nato il 25 giugno 1957 nella città-Stato di Singapore, omonima arcidiocesi, che all'epoca era colonia della Corona britannica (oggi Repubblica indipendente).

### Formazione e ministero sacerdotale
Dopo aver ricevuto l'istruzione primaria, ha frequentato la Montfort Secondary School, scuola cattolica nell'area cittadina di Hougang, dove ha ottenuto il diploma dopo aver superato con successo l'esame di livello avanzato Singapore-Cambridge GCE A-Level. Sentendo maturare la vocazione al sacerdozio, si è iscritto prima al College general del Seminario maggiore di Penang, in Malaysia, per gli studi in filosofia, e poi al Seminario maggiore St. Francis Xavier, costruito di recente nell'area di Punggol a Singapore, per quelli in teologia.
Al termine del percorso di formazione, ha ricevuto l'ordinazione sacerdotale il 1º maggio 1985, nella Holy Family Church a Singapore, per imposizione delle mani di Gregory Yong Sooi Ngean, arcivescovo di Singapore; si è incardinato, ventisettenne, come presbitero della medesima arcidiocesi. Poco dopo gli è stato affidato il primo incarico pastorale come vicario parrocchiale proprio nella chiesa dove era stato appena ordinato, del quale in quel momento era parroco il futuro arcivescovo di Singapore Nicholas Chia Yeck Joo, ruolo che ha svolto per un quinquennio.
Nel 1990 si è trasferito a Roma, in Italia, per un soggiorno di studio di un biennio presso la Pontificia Università Gregoriana, al termine del quale ha conseguito la licenza in teologia dogmatica. Al suo ritorno in patria, nel 1992 è stato nominato formatore residente e direttore dell'anno d'iniziazione, nonché docente di teologia sistematica, presso il Seminario maggiore di Singapore; al contempo, è stato promosso parroco della St. Anne's Church fino al 1993. Nel 1995 è divenuto anche membro della Commissione consultiva teologica della Federazione delle conferenze episcopali dell'Asia (FABC). Nel corso degli anni, è stato decano degli studi, poi procuratore ed infine è stato promosso rettore del Seminario maggiore di Singapore nel 2005, ricoprendo tale ufficio fino alla promozione all'episcopato.
Inoltre, a livello diocesano è stato anche membro del Consiglio presbiterale, del Collegio dei consultori, del Consiglio diocesano per la promozione vocazionale e direttore spirituale del Centro cattolico di spiritualità dell'arcidiocesi.

### Ministero episcopale e cardinalato
Il 29 dicembre 2012 papa Benedetto XVI lo ha nominato, cinquantacinquenne, arcivescovo coadiutore di Singapore; sarebbe divenuto il secondo arcivescovo nativo della città-Stato. Alla notizia della sua nomina, molti sostenitori hanno inviato i loro saluti al futuro arcivescovo, tra i quali il primo ministro Lee Hsien Loong, che nella sua lettera indirizzata a monsignor Goh ha affermato che il governo di Singapore ha sempre avuto "relazioni strette e collaborative" con l'arcidiocesi cattolica di Singapore e spera di continuare e rafforzare le buone relazioni con il futuro arcivescovo.
Ha ricevuto la consacrazione episcopale il 22 febbraio 2013, nella sede congressuale ed espositiva Singapore Expo, per imposizione delle mani di Leopoldo Girelli, arcivescovo titolare di Capri e nunzio apostolico a Singapore, assistito dai co-consacranti Nicholas Chia Yeck Joo, arcivescovo di Singapore, e Murphy Nicholas Xavier Pakiam, arcivescovo metropolita di Kuala Lumpur. Alla celebrazione hanno partecipato il presidente della Repubblica di Singapore, Tony Tan Keng Yam, il vice primo ministro Teo Chee Hean, il presidente della Corte suprema di Singapore Sundaresh Menon, numerosi dignitari statali, 20 vescovi, più di 170 sacerdoti e circa 14.000 cattolici, insieme a rappresentanti delle principali religioni di Singapore. Come suo motto episcopale ha scelto Ut vivant, che tradotto vuol dire "Perché abbiano la vita" (Giovanni 10, 10).
Il giorno dopo l'ordinazione, il neo arcivescovo ha ospitato un ricevimento presso il Centro cattolico di spiritualità; tra gli ospiti c'erano il primo ministro e sua moglie, e tra gli altri invitati c'erano anche il presidente della Corte suprema, membri del Parlamento e membri delle Organizzazioni interreligiose (IRO).
Il 20 maggio 2013, con l'accettazione della rinuncia per motivi d'età del settantacinquenne monsignor Chia Yeck Joo, che aveva guidato la sede per dodici anni, è succeduto per coadiutoria come arcivescovo di Singapore; in seguito ha preso possesso dell'arcidiocesi durante una cerimonia svoltasi nella cattedrale del Buon Pastore a Singapore. In un comunicato ha affermato che uno dei suoi primi obiettivi è quello di "rafforzare i legami fraterni nel Presbiterio ed imbrigliare i carismi e la passione dei suoi fratelli sacerdoti" affinché possano responsabilizzare i laici ad essere "corresponsabili nella missione della Chiesa". Si è anche impegnato a ristudiare la struttura della Chiesa e renderla più efficace ed efficiente, in modo che ci sia più comunicazione e comprensione ed affinché la Chiesa possa operare e lavorare in unità e pace.
Durante un'intervista ha affermato che la Chiesa è interessata al bene comune della società come la giustizia, l'armonia e il progresso e continuerà a lavorare con il governo per raggiungere questi beni comuni per la società. Ha aggiunto che la Chiesa riconosce che il giusto ordinamento della società è responsabilità e competenza dello Stato e che la Chiesa non può assumere il ruolo di governo, né imporre i suoi valori a credenti di altre fedi. Quando gli è stato chiesto quale fosse la sua prima priorità come arcivescovo, ha detto che era coinvolgere i giovani di Singapore perché sono "vivaci, creativi e pieni di energia", aggiungendo che vorrebbe incontrarli per capire le loro aspirazioni e come possano contribuire alla crescita della Chiesa cattolica romana.
In seguito ha anche affrontato la questione del secolarismo dicendo: "La più grande preoccupazione della Chiesa oggi è semplicemente questa: che il mondo sta diventando troppo secolarizzato. Di per sé non è sbagliato. È quando la secolarizzazione diventa secolarismo, cioè anti-Chiesa e anti-religione. E così senza religione, senza fede nell'assoluto, perché Dio è l'assoluto, allora non abbiamo un fondamento oggettivo per i valori morali...Di conseguenza, le persone sono divise, le persone sono frammentate, perché è tutto basato sul relativismo, che significa semplicemente dire, sta a ciascuno pensare. Come possiamo costruire una società unita quando non abbiamo un punto di riferimento, una base per l'unità?".
Nel 2013 ha concesso la chiesa di San Giuseppe, situata nel centro della Città-Stato, ai gruppi liturgici tradizionali che celebrano la Messa secondo il Messale edito prima della Riforma Liturgica. La decisione si inserisce nell’ambito degli sforzi compiuti dall’arcivescovo verso i suddetti gruppi incoraggiandoli a crescere spiritualmente. Egli stesso ha più volte benevolmente partecipato alle celebrazioni liturgiche tenute nella chiesa, dimostrando attenzione verso questa porzione di clero e fedeli .
Nell'aprile 2015 è stato nominato membro del Consiglio presidenziale per i diritti delle minoranze (PCMR), organismo governativo di Singapore che esamina la maggior parte dei progetti di legge approvati dal Parlamento per garantire che non discriminino alcuna comunità razziale o religiosa.
Il 1º gennaio 2017 è stato eletto segretario generale della Conferenza dei vescovi cattolici di Malesia, Singapore e Brunei, subentrando al futuro cardinale Cornelius Sim, vicario apostolico del Brunei, contestualmente eletto vicepresidente. Nel 2021 è succeduto al cardinale Sim nella carica di vicepresidente.
L'8 febbraio 2018 si è recato in Vaticano, insieme agli altri membri della sua conferenza episcopale, per la visita ad limina apostolorum, allo scopo di discutere con il pontefice della situazione e dei problemi relativi alla sua arcidiocesi.
Il 29 maggio 2022, al termine del Regina Caeli, papa Francesco ha annunciato la sua creazione a cardinale; nel concistoro del 27 agosto seguente lo ha creato cardinale presbitero di Santa Maria "Regina Pacis" in Ostia mare. Il 23 aprile 2023 ha preso possesso del titolo cardinalizio.
Il 7 e 8 maggio 2025 ha partecipato come cardinale elettore al conclave che ha portato all'elezione di papa Leone XIV.

## Genealogia episcopale
La genealogia episcopale è:
- Cardinale Scipione Rebiba
- Cardinale Giulio Antonio Santori
- Cardinale Girolamo Bernerio, O.P.
- Arcivescovo Galeazzo Sanvitale
- Cardinale Ludovico Ludovisi
- Cardinale Luigi Caetani
- Cardinale Ulderico Carpegna
- Cardinale Paluzzo Paluzzi Altieri degli Albertoni
- Papa Benedetto XIII
- Papa Benedetto XIV
- Papa Clemente XIII
- Cardinale Marcantonio Colonna
- Cardinale Giacinto Sigismondo Gerdil, B.
- Cardinale Giulio Maria della Somaglia
- Cardinale Carlo Odescalchi, S.I.
- Vescovo Eugène de Mazenod, O.M.I.
- Cardinale Joseph Hippolyte Guibert, O.M.I.
- Cardinale François-Marie-Benjamin Richard de la Vergne
- Cardinale Pietro Gasparri
- Cardinale Clemente Micara
- Cardinale Antonio Samorè
- Cardinale Angelo Sodano
- Arcivescovo Leopoldo Girelli
- Cardinale William Goh Seng Chye